# Травма щелепно-лицевої ділянки
Пошкодження черепно-лицевої ділянки за видом травмуючого агента поділяють на вогнепальні та невогнепальні.
За характером пошкодження тканин — пошкодження м'яких та пошкодження твердих тканин.
Переломи лицевих кісток в мирний час складають від 3,2 до 3,8 % всіх переломів кісток скелету (Т. М. Лурьє).
Переломи нижньої щелепи зустірчаються в 70,3 %, верхньої — 3,3 %, виличної кістки — 9,8 %, кісток носа — 8 %, травма зубів — 3,2 %, вогнепальні поранення лицевих кісток мирного часу — 0,7 %, множинні переломи кісток обличчя — 4,7 %.
Розрізняють невиробничу (побутова травма — 75,2 %, вулична — 5,1 %, спортивна — 3,5 %, транспортна — 6,9 %) і виробничу (промислова — 8,1 %, сільськогосподарська — 1,2 %)

## Класифікація переломів
За етіологією:
- патологічні
- травматичні
- Запальні
- незапальні

За характером:
- повні
- неповні
- піднадокістні

За видом:
- закриті
- відкриті

За кількістю уламків:
- одинарні
- подвійні
- потрійні
- двосторонні
- множинні
- з дефектом кістки

За лінією перелома:
- поперечні
- косі
- поздовжні
- зигзагоподібні
- дирчасті
- дугові

За механізмом виникнення:
- прямі (в місці дії травмуючого чинника)
- непрямі

а) від перегину;

б) від згинання;

в) від розтягнення (розриву);

г) від зміщення;